# Eremobates corpink
Eremobates corpink är en spindeldjursart som beskrevs av Brookhart och Cushing 2004. Eremobates corpink ingår i släktet Eremobates och familjen Eremobatidae. Inga underarter finns listade i Catalogue of Life.